# Joachim Loughrey
Joachim A. Loughrey war ein irischer Politiker und Mitglied der Fine Gael.
Joachim Loughrey ist ein ehemaliger Politiker aus County Donegal in Irland. Er war von 1982 bis 1989 Senator im Seanad Éireann.
Der Schullehrer Joachim Loughrey begann er seine politische Karriere mit erfolglosen Kandidaturen in den Jahren 1976, Februar 1982, November 1982, 1987 und 1989 für einen Sitz im Dáil Éireann als Vertreter des Wahlkreises „Donegal North East“.
Nach seiner Niederlage 1982 wurde Loughrey in den 16. Seanad Éireann gewählt. 1983 und 1987 wurde er wiedergewählt, verlor seinen Sitz jedoch bei den 1989er Wahlen. Er stellte sich 1993 erneut erfolglos zur Wahl.